# ایران در دوران ملوک‌الطوایفی پس از ایلخانان
دوران حکومت ایلخانان (فرزندان چنگیزخان مغول) در ایران از سال ۶۵۴ ه‍.ق با نظم و انضباط آغاز شد، اما در بی‌نظمی تا ۷۵۸ ه‍.ق پایان یافت. در پایان حکومت ایلخانان (دوران ضعف آنان)، ایران شاهد ملوک‌الطوایفی در عرصه حکومت و نهضت‌های انقلابی ضد ایلخانان نظیر سربداران بود. دوران حکومت ایلخانان، افول و انحطاط را به همراه آورد.
ملوک‌الطوایفی به معنای فرمانروایی مالکین بزرگ و سران هر منطقه بر رعایا است که به نوعی فئودالیسم (ارباب رعیتی) می‌باشد ، همچنین ملوک الطوایفی شباهاتی هم به نظام فدرال دارد ، به طور ساده میتوان گفت: شبه فدرال است.
پایان امپراتوری ایلخانی در ایران اگر نه خلأ قدرت، تحلیل رفتن قدرت را موجب شد که به سود نیروهایی تمام شد که برای کسب اقتدار در حکومت رقابت می‌کردند. رقبای درگیر در این ستیز اکنون دیگر به سه دسته تقسیم شده بودند. واضح‌ترین آنان امرای شاخه‌های متعدد سلسله چنگیز خان بودند که در پی بازگردانی حکمرانی متمرکز مغول بودند. آنان تقلای خود را تا حدی به ابتکار خود و تا حدی به عنوان صرف نمادهایی که از سوی گروه‌بندی‌های مشروعیت خواه در پشت پرده علم شده بودند پی می‌گرفتند. گروه دوم نماینده‌های سلسله‌های محلی یا خانواده‌های عالی‌رتبه بودند که به عنوان سرداران یا خادمان عالی مقام دولت در خدمت ایلخانان بودند و نیز رهبران اتحادیه‌های قدرتمند ایلی. و نهایتاً گروه‌های دیگری که آنچه برایشان مهم بود پیروی مذهبی از جنبش‌های شیعی یا افراط گرا بود نه ملاحظات خاندانی یا آریستوکراتیک. ستیزه‌های قدرت بین این گروه‌ها نیم قرن ادامه پیدا کرد. گرچه یکی یا دیگری از رقبا ممکن بود مدتی حد معینی از پایداری سیاسی و اقتصادی در نواحی که بر آن کنترل مؤثر داشت تثبیت کند، هیچ‌یک موفقیت ماندگاری پیدا نکردند و متحد کردن کشور به تنهایی و بدون کمک توسط هیچ‌یک محقق نشد. سختی‌هایی که ایران در نتیجه چنددستگی‌ها و شرایط آشوبناک از آن رنج برد هر چه که باشد، وقتی در آغاز دهه هشتم قرن هشتم/چهاردهم اتحاد مجدد نهایتاً حاصل شد قربانی شدن‌های بیشتری به وقوع پیوست. در این زمان یک فاتح بیرونی به نام تیمور از آسیای مرکزی هجوم آورد و طرف‌های رقیب را کنار زد یا باعث شد قدرتشان ناپدید شود. این که با وجود مشکلات دهه‌های بین پایان ایلخانی و ظهور تیمور فرهنگ ایرانی چنان‌که ممکن است انتظار رود محو نشد بلکه در حیات فکری خود مثلاً در فضای شعر به ممتازی ای رسید کم‌تکرار در هر دوره دیگر، از مشخصه‌های ایران است. شکوفا شدن شعر که در چهره منحصر به فرد حافظ شیراز به اوج خود رسید پدیده قابل توجهی در تاریخ فرهنگی قرن هشتم/چهاردهم ایران است. در یک تضاد مشخص، حیات عمومی و امور سیاسی در سراسر این دوره در وضعیت پریشانی قرار داشت. پریشانی سیاسی، استبداد امیران جزء، نزاع‌های خونین بین قدرت‌های محلی، و حملات خسارت بار تهدیدی دائمی بودند که رفاه عمومی مردم بلکه اصل هستی آن‌ها را تهدید می‌کرد حتی وقتی موفق می‌شدند در برابر وحشت‌های آخرالزمانی که بر میهن شان نازل می‌شد، بسیاری از شهرها را خالی از جمعیت می‌کرد و بعضی نواحی را به کلی به خرابه تبدیل می‌کرد دوام آوردند. فروپاشی امپراتوری مغولی ایران، ستیز بر سر میراث مغول و وحشت‌های یک فتح اشغال دوباره کشور به دست تیمور سرنوشت بدبخت ساکنین ایران در این قرن را رقم زد، سرنوشتی که خاطره اوقات خوش روزهای آخرین ایلخان‌ها که بی شک هنوز از آن به نیکی یاد می‌شد کاملاً حس می‌شد.
ایران تا نیل به یکپارچگی و استقلال در دوران حکومت صفویان در سال‌های (۱۱۳۵–۹۰۷ قمری و ۱۷۲۲–۱۵۰۱ میلادی) راه درازی در پیش داشت. ایران عصر صفوی به چهار ایالت والی نشین: عربستان، لرستان، کردستان و گرجستان و ۳۶ بیگلربیگی‌نشین تقسیم گردید. در ایالات والی‌نشین، حکومت همچنان در اختیار خاندانی با عنوان والی قرار می‌گرفت؛ مثلاً در منطقه اردلان، حکومت اردلان در دست حکام اردلان ادامه یافت؛ ولی در منطقه لر کوچک از سال ۱۰۰۶ هجری قمری به دستور شاه عباس اول صفوی به حکومت اتابکان لر کوچک خاتمه داده شد.
برخی از این حکومت‌های ملوک الطوایفی در فرجام روزگار ایلخانان برافتادند، اما جدایی قلمرو آن‌ها همچنان باقی ماند و حکومت ملوک الطوایفی بعد از عهد تیمور هم به صورت‌های دیگر ادامه حیات یافت.

## حکومت‌ها
| عراق عرب | جزیره    | اران     | آذربایجان | قره‌باغ   | کردستان اردلان | دیلمان   | طبرستان  | طبرستان     | طبرستان  | طبرستان  | قهستان   | قهستان   | سیستان      | تالش           |
| -------- | -------- | -------- | --------- | -------- | -------------- | -------- | -------- | ----------- | -------- | -------- | -------- | -------- | ----------- | -------------- |
|          |          |          |           |          |                |          |          |             |          |          |          |          |             |                |
| جلایریان | جلایریان | چوپانیان | چوپانیان  | چوپانیان | چوپانیان       | چوپانیان | چوپانیان | پادوسپانیان | باوندیان | باوندیان | سربداران | سربداران | ملوک نیمروز | اسپهبدان گیلان |
| جلایریان | جلایریان | جلایریان | جلایریان  | جلایریان | جلایریان       | جلایریان | جلایریان | پادوسپانیان | چلاویان  | مرعشیان  | سربداران | سربداران | سربداران    | اسپهبدان گیلان |

| یزد         | کرمان       | کرمان   | عراق عجم | جبال    | مکران   | فارس    | فارس     | خوزستان  | خوزستان  | دارابگرد      | لرستان فیلی     | لر بزرگ         | هرمز      | لارستان  |
| ----------- | ----------- | ------- | -------- | ------- | ------- | ------- | -------- | -------- | -------- | ------------- | --------------- | --------------- | --------- | -------- |
|             |             |         |          |         |         |         |          |          |          |               |                 |                 |           |          |
| اتابکان یزد | اتابکان یزد | مظفریان | مظفریان  | مظفریان | مظفریان | مظفریان | اینجویان | اینجویان | مشعشعیان | ملوک شبانکاره | اتابکان لر کوچک | اتابکان لر بزرگ | ملوک هرمز | حکام لار |
| مظفریان     |             |         |          |         |         |         |          |          |          |               |                 |                 |           |          |

| بیه‌پس  | بیه‌پس      | بیه‌پیش    | بیه‌پیش  | شمال خراسان   | ابیورد        | جرجان       | خراسان | جوزجانان | بادغیس | غرجستان | زابلستان | تخارستان | بامیان | غور    |
| ------ | ---------- | --------- | ------- | ------------- | ------------- | ----------- | ------ | -------- | ------ | ------- | -------- | -------- | ------ | ------ |
|        |            |           |         |               |               |             |        |          |        |         |          |          |        |        |
| تجاسبی | اسحاقوندان | ناصروندان | کیاییان | جانی قربانیان | جانی قربانیان | طغاتیموریان | کرتیان | کرتیان   | کرتیان | کرتیان  | کرتیان   | کرتیان   | کرتیان | کرتیان |

## بعد از ایلخانان
بعد از ایلخانان دولت آل چوپان (چوپانیان)، توانست مدتی کوتاه تفوق عنصر مغولی را در عرصه سیاسی ایران حفظ نماید. ادامه پاره ای از شیوه‌های حکومت و یاساهای مغول در قلمرو کوچک طغاتیموریان جرجان، و در دستگاه آل کرت و آل مظفر هم به تفوق عنصر مغولی کمکی نکرد و اعاده قدرت برای مغولان دیگر ممکن نشد.

### چوپانیان
چوپانیان در آذربایجان و اران و ولایات جبال، جلایریان در عراق عرب و بعدها در تمامی قلمرو چوپانیان، طغا تیموریان در جرجان و خراسان غربی، آل کرت در هرات و خراسان شرقی، ملوک شبانکاره در بخشی از فارس، اتابکان سلغری و قراختاییان در فارس و کرمان، آل اینجو در فارس و اصفهان، اتابکان لر بین اصفهان تا خوزستان، اتابکان یزد در ولایات تابع آن حوالی و شماری امیرنشین در طبرستان که از هم مستقل و با هم در حال ستیز بودند.

### ارباب‌رعیتی در ایران
ملوک الطوایفی سراسر ایران را دچار اغتشاشهای طولانی ساخت، خاندان‌های گوناگون محلی را در برابر یکدیگر به پیکار واداشت. پیکارهای میان فرمانروایان محلی، باعث غارت‌ها و کشت و کشتارهای بسیاری در آبادی‌ها، شهرها، و ولایات گوناگون شد. این شهرها و ولایات هر از چندی دست به دست می‌گردیدند.
برخی از این حکومت‌های ملوک الطوایفی در فرجام روزگار ایلخانان برافتادند، اما جدایی قلمرو آن‌ها همچنان باقی ماند و حکومت ملوک الطوایفی بعد از عهد تیمور هم به صورت‌های دیگر ادامه حیات یافت.
از سال سی‌ام هجری که سال مرگ یزدگرد آخرین پادشاه ساسانی است تا سال ۱۳۴۴ ق. (=۱۳۰۴خ) که تاریخ برافتادن قاجاریان می‌باشد در درون حدود طبیعی ایران بیش از یکصد و پنجاه خاندان به استقلال یا نیمه استقلال پادشاهی کرده‌اند و از میان ایشان تنها خاندان‌های سلجوقیان، ایلخانان، تیموریان، صفویان، افشاریان و قاجاریان را می‌توان گفت که بر سراسر ایران حکمروا بودند. از دیگران طاهریان، سامانیان، صفاریان، غزنویان، بویهیان، زیاریان، خوارزمشاهیان، قره‌قویونلویان، آق‌قویونلویان، زندیان، اگر چه پادشاهان بزرگ و بنام بودند هیچ‌کدام سراسر ایران را زیر فرمان نداشتند. آن دیگران هم جز خاندان‌های کوچکی بودند که هر کدام بر یک یا دو ولایت فرمانروا بودند.